# Raúl Lizoain Cruz
Raúl Lizoain Cruz (Las Palmas, Illes Canàries, 27 de gener de 1991) és un futbolista professional canari que juga com a porter per l'Albacete Balompié.
Lizoain és nebot del cantant cec Serafín Zubiri.

## Carrera esportiva

### Las Palmas
Lizoain es va formar al planter de la UD Las Palmas i va jugar la termporada 2010-11 a la tercera divisió amb la UD Las Palmas Atlético. Va ser promocionat al primer equip la temporada 2011-12.
Lizoain va fer el seu debut oficial amb el primer equip el 26 de novembre de 2011, entrant com a suplent pel jugador de camp Javier Portillo en una derrota per 0–2 fora de casa contra la SD Huesca. Fou usat principalment com a suplent de Mariano Barbosa els anys següents, en què jugà només esporàdicament.
Després que Barbosa marxés al Sevilla FC, Lizoain va lluitar per la titularitat amb el nouvingut Casto. Va començar la temporada com a titular, però va retornar a la banqueta el desembre de 2014; el maig de l'any següent, després de la lesió de Casto, va recuperar la titularitat i també va jugar els play-offs el 2015.
Lizoain va debutar a La Liga el 22 d'agost de 2015, en una derrota per 0-1 contra l'Atlètic de Madrid. El 2 d'agost de 2018, després de que l'equip descendís, va acabar contracte.

### Alcorcón
El 13 d'agost de 2018, Lizoain va signar contracte per dos anys amb l'AD Alcorcón de segona divisió. El 27 d'agost de l'any següent, fou descartat, després d'haver estat sempre la segona opció rere Dani Jiménez.

### Mirandés
Dies després de desvincular-se de l'Alcorcón, Lizoain va signar pel Màlaga CF, però el fitxatge fou invalidat per La Liga, en superar el club andalús el límit salarial. Es va mantenir sense equip fins al 26 de gener de 2020, quan es va incorporar al CD Mirandés per competir amb el veterà Limones.

### Andorra
El 7 de juliol de 2022, coom a agent lliure Lizoain va signar contracte per dos anys amb el FC Andorra, acabat d'ascendir a segona divisió.